# Syntaktischer Zucker
Syntaktischer Zucker sind Syntaxerweiterungen in Programmiersprachen, welche der Vereinfachung von Schreibweisen dienen. Diese Erweiterungen sind alternative Schreibweisen, die aber nicht die Ausdrucksstärke und Funktionalität der Programmiersprache erweitern.
Syntaktischer Zucker lässt sich durch reine Textumformungen auf Grundelemente der Sprache zurückführen („desugar“, dt. entsüßen).
Der Begriff syntactic sugar wurde in den 1960er Jahren vom britischen Informatiker Peter J. Landin geprägt.

## Beispiele

### Syntaktischer Zucker in C
Ein Beispiel für syntaktischen Zucker ist die Behandlung von Feldern in der Programmiersprache C.
C unterscheidet streng genommen nicht zwischen Zeigern auf Objekte und Zeigern auf Felder von Objekten. Ist die Variable p vom Typ „Zeiger auf Byte“ (Typ char *), so kann man mit *(p+3) auf das dritte Byte im Speicher nach der Adresse p zugreifen. Dies kann man in C auch kurz schreiben als p[3].
Ein weiteres Beispiel für syntaktischen Zucker ist die Infixnotation. Bei der Infix-Schreibweise steht der Operator zwischen den Operanden, z. B. 3 + 5. Dies kann von einem Übersetzer direkt in die klassische Schreibweise eines Funktionsaufrufes add(3,5) übertragen werden.

### Diamant-Operator in Java
Ein Beispiel für syntaktischen Zucker in Java ist der so genannte „Diamant-Operator“ <>. Dieser wurde mit der Version 7 eingeführt.
Er leitet den generischen Typ des zu erstellenden Objekts anhand der Typangabe der Referenz zu.
Anstelle von
```
List
<
HashMap
<
String
,
 
Point
>>
 
list
 
=
 
new
 
ArrayList
<
HashMap
<
String
,
 
Point
>>
();

```

reicht es nun aus zu schreiben
```
List
<
HashMap
<
String
,
 
Point
>>
 
list
 
=
 
new
 
ArrayList
<>
();

```

um eine ArrayList der Ausprägung ArrayList<HashMap<String, Point>> zu erstellen.

### do-Notation in Haskell
In der funktionalen Programmiersprache Haskell werden für viele Zwecke, insbesondere jedoch für die Ein- und Ausgabe, sogenannte Monaden verwendet. Um beispielsweise eine Zeile und einen Buchstaben von der Standardeingabe einzulesen, den Buchstaben vorne an die Zeile anzuhängen und das Ergebnis wieder auszugeben, müsste man schreiben
```
getLine
 
>>=
 
\
s
 
->
 
getChar
 
>>=
 
\
c
 
->
 
putStrLn
 
(
c
:
s
)

```

Besser umbrochen ergibt das:
```
      
getLine
 
>>=

\
s
 
->
 
getChar
 
>>=

\
c
 
->
 
putStrLn
 
(
c
:
s
)

```

Da man solche Konstrukte sehr häufig benötigt, wurde die sogenannte do-Notation eingeführt. Folgender Code ist exakt äquivalent zum obigen Beispiel:
```
do

    
s
 
<-
 
getLine

    
c
 
<-
 
getChar

    
putStrLn
 
(
c
:
s
)

```

Diese Form erinnert stark an ein imperatives Programm und erleichtert das Verständnis des Inhalts.

### unless-Keyword in Ruby
In der Skriptsprache Ruby (Programmiersprache) kann anstatt eines negierten if auch das Keyword unless benutzt werden.
```
def
 
format_mail

  
formatted_mail
 
=
 
$mail

  
formatted_mail
 
=
 
"
#{
formatted_mail
}
 (
#{
$full_name
}
)"
 
unless
 
$full_name
.
nil?

  
formatted_mail

end

```

## Syntaktisches Salz
Das Gegenstück zum syntaktischen Zucker ist das syntaktische Salz – eine Spracheigenschaft, die das Schreiben schlechten oder schlecht lesbaren Codes erschwert, ohne dabei die Funktionalität zu erweitern. Syntaktisches Salz dient folglich als Hürde um sicherzustellen, dass der Entwickler weiß, was vor sich geht, anstatt eine Programmaktion auszudrücken.
Ein Beispiel hier ist der new-Modifizierer in C#, um Member aus der Basisklasse bewusst auszublenden. Beim Weglassen gibt der Compiler eine Warnung aus.